# Vallée de Nuria
Pour les articles homonymes, voir Núria (homonymie).
La vallée de Nuria (en catalan vall de Núria) est une vallée pyrénéenne située dans la municipalité de Queralbs, dans la province de Gérone, dans la communauté autonome de Catalogne (Espagne).
Située à une altitude de 2 000 mètres, on accède à cette vallée par un train à crémaillère, ou par quelques sentiers de montagne qui montent à Núria. Dans la vallée se trouve le sanctuaire de la Vierge de Núria, où le premier statut d'autonomie de la Catalogne fut rédigé en 1931.

## La Vierge de Núria

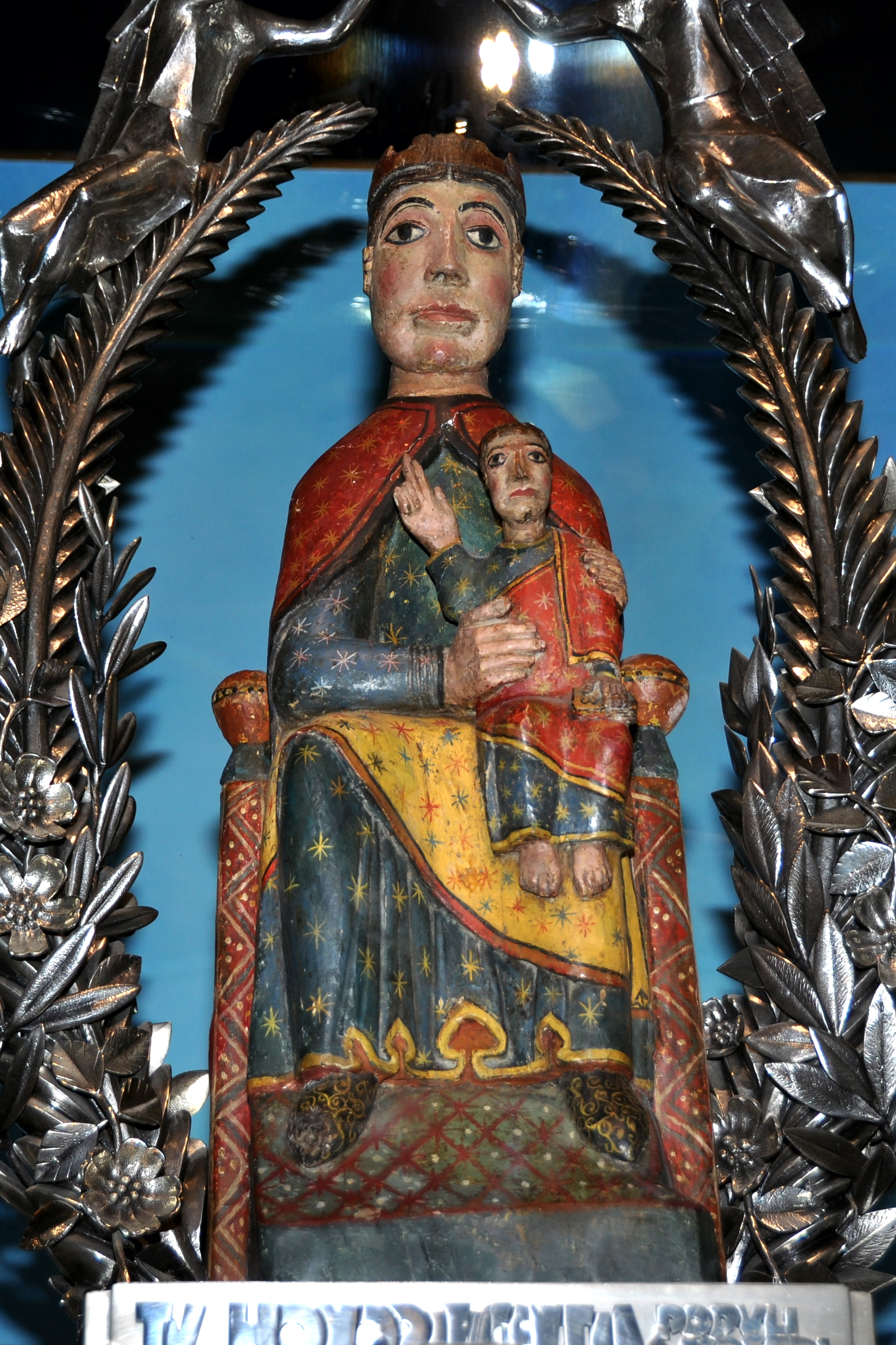
Statue la Vierge de Núria.

Selon la tradition, saint Gilles serait arrivé de Provence dans la vallée aux alentours de l'an 700. Ce saint, d'origine athénienne, aurait résidé sur place pendant quatre ans. Toujours selon la légende, il aurait sculpté une image de la Vierge et caché cette statuette dans une grotte alors qu'il était obligé de fuir la vallée. Outre la statue de la Vierge, il aurait dissimulé la marmite qu'il utilisait pour faire la cuisine, la croix qui présidait à ses prières et la cloche avec laquelle il appelait les bergers à partager ses repas.
En 1072, un pèlerin originaire de Dalmatie appelé Amédeus, suivant une révélation divine, vint chercher l'image de la Vierge dans la vallée. Il y construisit avec l'aide des bergers un modeste temple et un petit refuge pour y accueillir des pèlerins. En 1079, il aurait trouvé, avec l'aide d'un taureau, la statue ainsi que la croix, la marmite et la cloche, et transféré tous les objets sacrés dans la chapelle.
Ce qui est certain, c'est que la statue vénérée de nos jours a été sculptée entre le xiie et le xiiie siècles. Il s'agit d'une sculpture en bois de style roman. De traits primitifs, elle conserve encore sa polychromie en parfait état. La Vierge tient l'Enfant Jésus assis sur son genou gauche. Celui-ci lève une de ses mains en signe de bénédiction. Marie et l'enfant sont revêtus chacun d'une cape et d'une tunique. Avant la restauration, la statue avait une couleur noirâtre provoquée par l'usure du temps, l'humidité et la fumée des bougies. Cette couleur lui a valu le surnom de moreneta du Pirineu (la petite noire des Pyrénées).
Une curieuse tradition a survécu jusqu'à nos jours. Les femmes qui souhaitent avoir des enfants mettent leur tête sous la marmite de saint Gilles en même temps que l'on fait sonner la cloche, celle-ci produisant alors autant de coups que l'on peut espérer avoir d'enfants. Depuis le haut Moyen Âge, la Vierge de Núria était considérée comme la patronne de la fertilité. Selon Joan Amades, cette symbolique est présente dans les lieux depuis des temps plus reculés encore. Il y aurait eu auparavant dans la vallée un mégalithe blanc qui permettait, selon les croyances païennes locales, aux femmes qui s'y frottaient d'être fertiles.
Depuis 1983, la Vierge de Núria est aussi la patronne des skieurs catalans. On a célébré le couronnement canonique de la statue en 1965. Sa fête a lieu le 8 septembre.

## Le sanctuaire

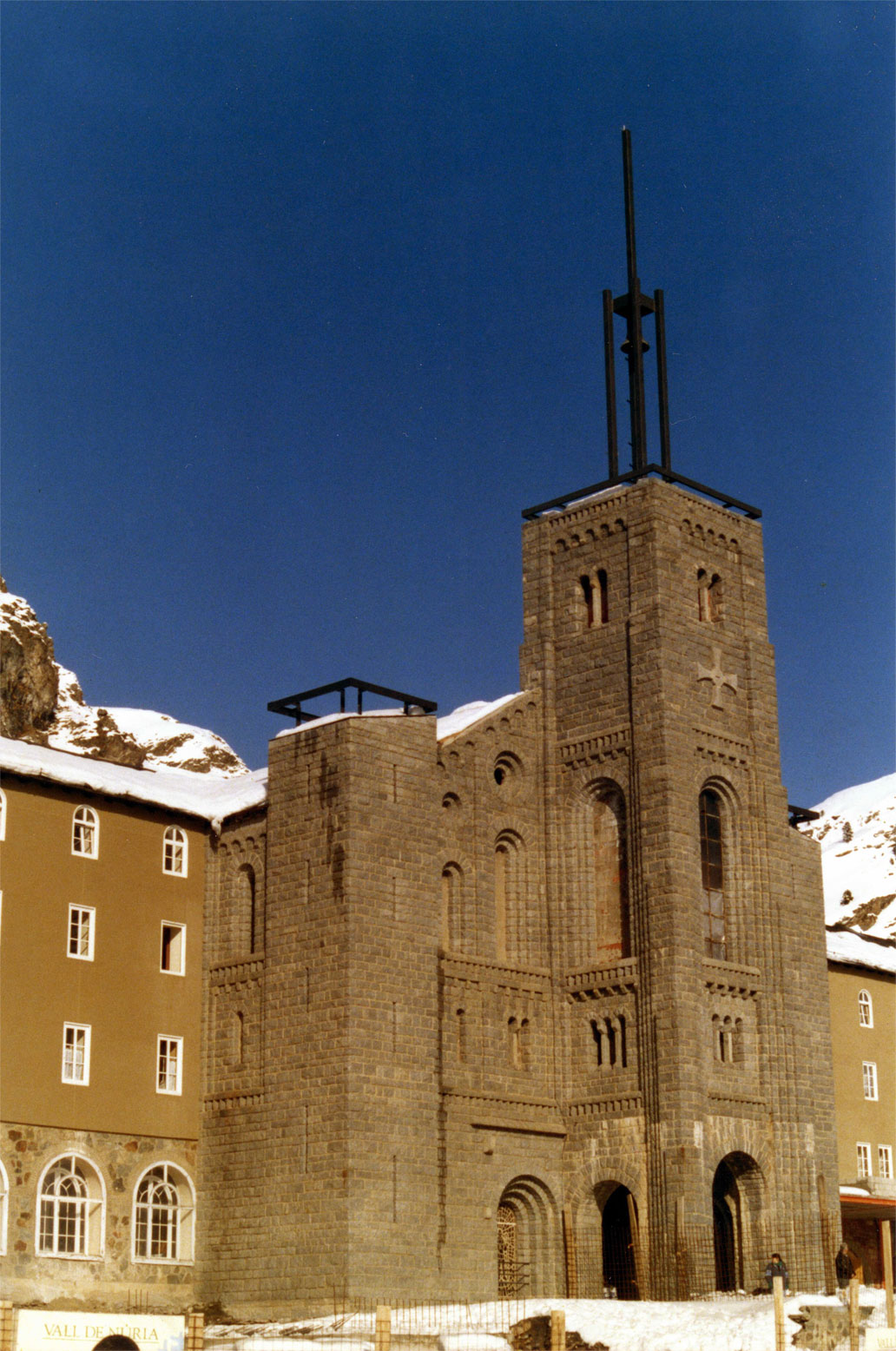
Sanctuaire de la Vierge de Núria.

En 1087, les pâturages de la vallée de Núria (cité comme Annúria) furent cédés au monastère Sainte-Marie de Ripoll par Guillem Ramon du comté de Cerdagne.
On ne connaît pas l'année exacte de la fondation du sanctuaire. En 1162, la vallée abritait une auberge qui tenait lieu d'hôpital et de refuge pour les bergers. Avec l'auberge se trouvait une chapelle dédiée à sainte Marie. Cette même année, le pape Alexandre III a accordé l'indulgence à tous les pèlerins de l'endroit.
En 1428, un important tremblement de terre a détruit complètement l'auberge et la chapelle. On a réalisé une première reconstruction en 1449, la reconstruction complète ayant été effectuée entre 1640 et 1648. En 1728, les bâtiments furent agrandis.
L'église actuelle fut inaugurée en 1911. Peu après, un hôtel fut ajouté et on commença la construction du chemin de croix, qui fut achevé en 1963.
Le 22 mars 1931, le sanctuaire devient accessible par la crémaillère de Núria.
En 1931, dans la chambre 202 de l'hôtel, on rédigea ce qui devait devenir le statut d'autonomie de la Catalogne, lequel sera validé par référendum le 2 août 1931, et approuvé par les différents parlements le 9 septembre 1932.
Le 22 juillet 1936, quelques jours après le début de la guerre civile espagnole, le curé de la paroisse de l'époque fuit en France en emportant avec lui la statue de la Vierge de Núria. Il voulait ainsi la sauver des miliciens et des destructions par le feu que causaient certains d'entre eux aux objets religieux sans discrimination.
La statue échoua en Suisse et resta cachée jusqu'en 1941, année où elle regagna la vallée. À la fin de la guerre civile, l'armée franquiste installa dans la vallée des bâtiments pour l'armée de montagne.
L'église actuelle est de construction récente et a la forme d'un carré ouvert sur l'un de ses côtés. À côté, en plus de l'hôtel, il y a quatre maisons destinées à accueillir les pèlerins. Juste en face se trouve la chapelle de saint Gilles à l'endroit où, selon la légende, il a trouvé l'image de la Vierge. Elle fut construite en 1615 et agrandie par la suite.

## La station de ski
La vallée de Núria dispose d'une station de ski, Vall de Núria qui comporte un total de dix pistes de ski alpin (trois vertes, trois bleues, deux rouges et deux noires) ainsi qu'une piste spéciale pour des traîneaux. Au total, sept kilomètres de pistes sont balisés.

## Randonnée

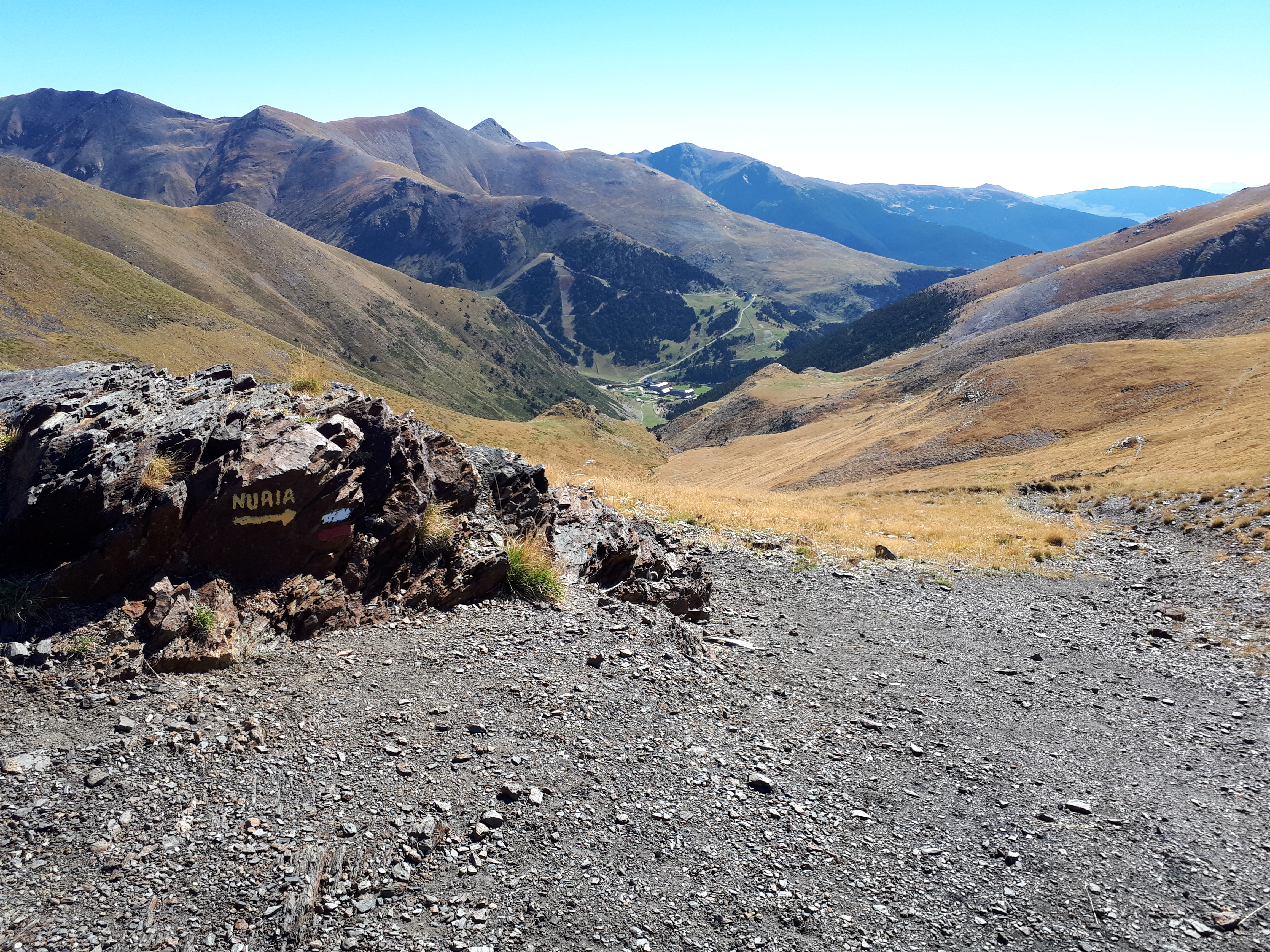
Núria depuis Coll de Finestrelles.

La vallée de Nuria, dans la région de Ripollès, est un site de randonnée très prisé.